# Bradypodion transvaalense
Bradypodion transvaalense (трансваальський карликовий хамелеон) — вид ігуаноподібних ящірок родини хамелеонових (Chamaeleonidae). Мешкає в Південно-Африканській Республіці і Есватіні.

## Поширення й екологія
Трансваальські карликові хамелеони мешкають на сході Драконових гір та в сусідніх інзельбергах і гірських масивах на північ до Саутпансберга. Вони живуть у кронах лісів, що ростуть на гірських схилах, на плато і в глибоких ущелинах, трапляються на узліссях та в садах, на висоті від 1500 до 2400 м над рівнем моря.